# Prinsens Livregiment
Prinsens Livregiment (dobesedno slovensko Prinčev telesni polk) je bil eden od dveh pehotnih polkov Kraljeve danske kopenske vojske.

## Zgodovina
Polk je bil ustanovljen leta 2000 z združitvijo Slesvigske Fodregiment in Dronningens Livregiment. Avgusta 2006 je polk prenehal obstajati, ko se je združil s Jydske Dragonregiment.

## Sestava
2006
- štab
- 1. oklepno-pehotni bataljon
- 2. oklepno-pehotni bataljon
- 3. mehanizirani pehotni bataljon
- 4. oklepno-pehotni bataljon (del Danske mednarodne brigade)
- 5. oklepno-pehotni bataljon
- 6. mehanizirani pehotni bataljon
- 7. mehanizirani pehotni bataljon